# Pontefract
Pontefract es un pueblo del distrito de Wakefield, una ciudad del condado de West Yorkshire en el norte de Inglaterra. El pueblo cuenta con una población de aproximadamente 30.000 habitantes. 
Es famoso por su castillo, que hoy en día está en ruinas. Ricardo II de Inglaterra murió en el castillo de Pontefract, el cual fue sitiado en la Guerra Civil Inglesa. La actividad económica principal es la minería del carbón, la elaboración de cerveza y el molido de cereales. Las coordenadas son: latitud 53,6894417, longitud -1,3118702.